# Понтус Гансон
Понтус Гансон (швед. Pontus Hanson, 24 травня 1884 — 4 грудня 1962) — шведський плавець і ватерполіст.
Медаліст Олімпійських Ігор 1908, 1912, 1920 років.